# De Nieuwe Liefde

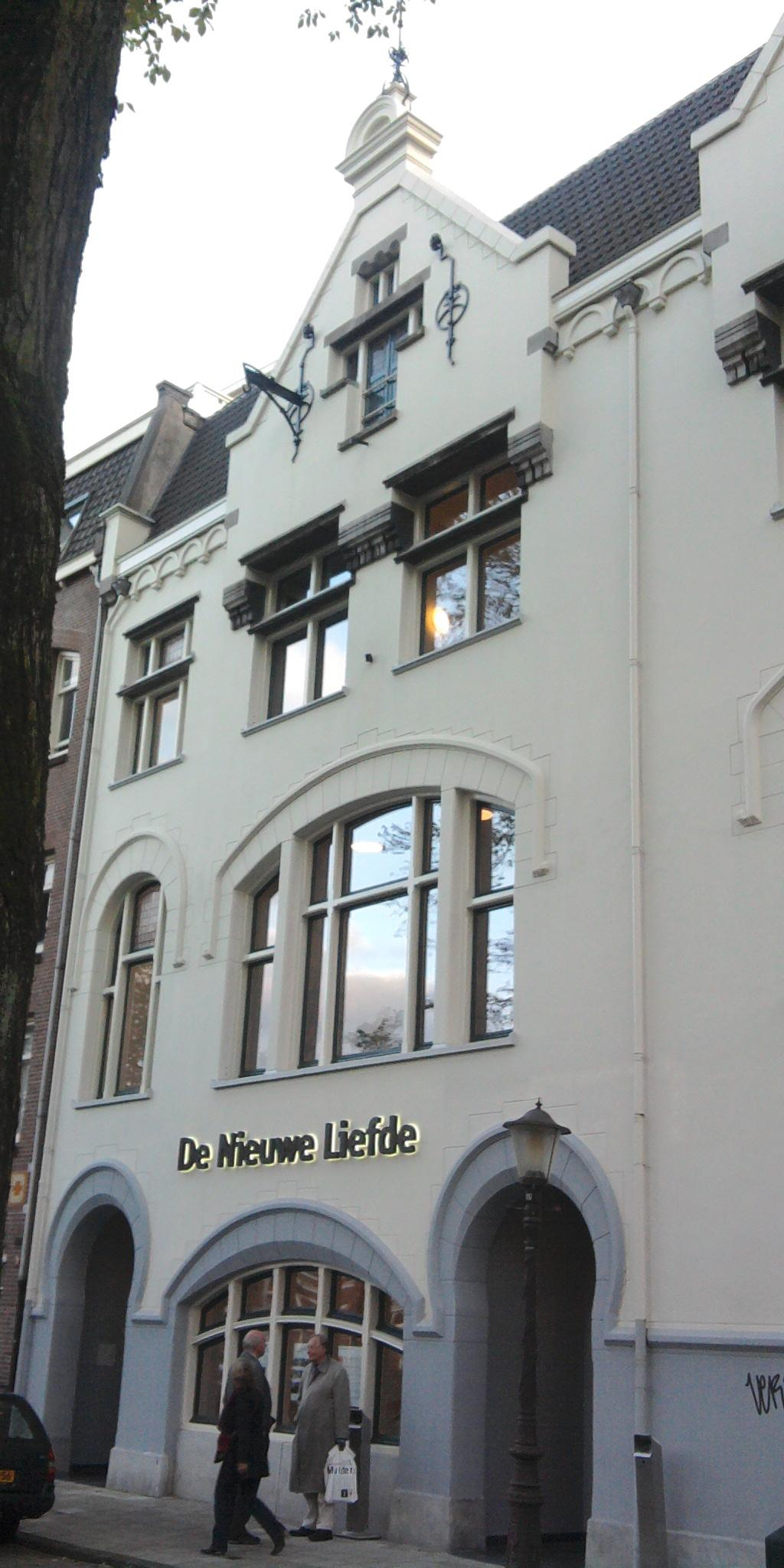

De Nieuwe Liefde (deutsch: Die Neue Liebe) ist ein Gebäude an der Straße Da Costakade (102) in Amsterdam. Ursprünglich ein Lagerhaus dient es heute als Kulturzentrum.

## Geschichte
Das dreistöckige Haus wurde in einjähriger Bauzeit 1904 als Lagerhaus für Wein errichtet. Integriert war ein öffentlicher Verkostungsraum. Das Gebäude wurde nach einem Entwurf des Architekten Leendert Johannes Neumeijer im Jugendstil errichtet, der auch das Park Hotel am Vondelpark schuf. Es ist eines der ersten Gebäude in den Niederlanden, welches in Stahlbetonbauweise, bzw. „Eisenbeton“ wie diese Bauweise nach Joseph Monier im 19. Jahrhundert im deutschsprachigen Raum noch hieß, errichtet wurde. Allerdings basiert dieser Bau auf einer hölzernen Rahmenkonstruktion (siehe auch Sparren).
1931 wurde das Gebäude von der 200 Meter entfernt liegenden katholischen Kirche De Liefde (eigentlicher Name: Parochie van de HH Nicolaas en Barbara), erworben, die das Lagerhaus zwischen 1932 und 1972 als Gemeindezentrum nutzte. Hier war auch unter dem Namen „De Liefde“ ein Kino eingerichtet. Ab 1974 nutzte die Amsterdamse Theaterschool die Räumlichkeiten und betrieb hier bis 2006 das „Theater De Liefde“.
2002 wurde das Gebäude mit der Nummer 524834 in die Rijksmonumentenlijst aufgenommen.

## De Nieuwe Liefde
Heute heißt das Gebäude „De Nieuwe Liefde“ und wird nach seiner Eröffnung am 12. Februar 2011 durch Königin Beatrix als Kulturzentrum genutzt. Passend zu seiner Bedeutung las sie das Gedicht De zachte krachten zullen zeker winnen in ’t eind von Henriette Roland Holst vor. Das Zentrum soll ein Haus sein, wo Debatten geführt werden, Poesie vorgetragen wird und Theater, oft mit biblischen Motiven, gespielt wird. Die Einrichtung geht auf die Initiative des Dichters und Theologen Huub Oosterhuis zurück und wurde mit Mitteln der Stiftung AM Foundation (von Alex Mulder, Gründer der Arbeitnehmerüberlassung USG People) finanziert.
Kurz zuvor wurde das Gebäude für rund zwei Millionen Euro nach dem Entwurf des Architekturbüros Wiel Arets zu einem offeneren und helleren Gebäude umgebaut.
Sonntags trifft sich hier gelegentlich die Amsterdamer Studentenekklesia, welche 1960 von Jan van Kilsdonk gegründet wurde.
Seit 2013 kann man sich hier auch trauen lassen.
Im September 2019 ändert De Nieuwe Liefde seine Ausrichtung und präsentiert sich nun als „das Haus für Sprache im weitesten Sinne des Wortes“.
Die Veranstaltungen werden zentral von der Eventagentur Amerpodia organisiert, welche auch die Kulturzentren Felix Meritis und Rode Hoed verwaltet.
Der Prins Bernhard Cultuurfonds hat in De Nieuwe Liefde sein nationales Büro.

## Zeitschrift Nieuwe Liefde
Zwischen 2011 und 2014 wurde hier eine vierteljährliche Zeitschrift herausgegeben mit dem Titel Nieuwe Liefde, Magazine voor cultuur, religie en politiek (Untertitel: „Opiniekwartaalblad voor meer medemenselijkheid“, „Vierteljährliches Meinungsblatt für mehr Mitmenschlichkeit“), mit festen Beiträgen des Theologen Alex van Heusden und des Politikers Jan Pronk. Es war eine Fortführung des Blatts Roodkoper (1995–2011).